# MHC Ede
Mixed Hockeyclub Ede is een Nederlandse hockeyclub uit Ede. De vereniging werd opgericht in 1963 en is de enige hockeyvereniging in Ede. 
De vereniging telt meer dan 700 leden en vele teams die in alle klassen uitkomen bij de jeugd en volwassenen in de bondscompetitie. Ook zijn er trimhockey-elftallen, knotshockey en G-hockey voor mensen met een verstandelijke handicap. 
De vereniging heeft haar complex met drie velden en een clubhuis aan de Bosrand. In 2009 zijn de twee oude velden vervangen door drie nieuwe velden, waaronder een waterveld en twee semi-watervelden.

## G-hockey
Veel gehandicapten hockeyen in Ede. Dit is namelijk een van de weinige clubs waar dit mogelijk is. Dit wordt begeleid door de Edese hockeyers. Samen hebben ze erg veel plezier.
De club staat open voor iedereen met een lichte vorm van een handicap.
Gehandicapten spelen in hun eigen G-team. Het is niet toegestaan met de 'reguliere competitie' deel te nemen.

## Sport High school
Ook doet MHC Ede aan Sport High school, hockeyen tijdens schooltijd. Dit wordt mogelijk gemaakt door Pallas Athene college.

## Erelijst
- Silver Cup
  - Heren:  2017